# Château de Pleujouse
Le château de Pleujouse est un château suisse situé dans le canton du Jura, en Ajoie, et autour duquel s’est formé le village de Pleujouse.

## Histoire
Le nom de Pleujouse est cité pour la première fois en 1105. C'était alors celui d'une famille noble qui possédait un château fortifié et dont l'histoire se confondra pendant plusieurs siècles avec celle du village. Possession de Jean d'Ulrich d'Asuel dès 1380 il revient à son seigneur, Jean de Vienne, après la mort de son propriétaire lors de la bataille de Sempach. Servitude de l'évêché de Bâle dès le XIIIe siècle, il passe ensuite entre les mains de plusieurs propriétaires parmi lesquelles la famille de Mörsberg, les comtes de Fribourg, ceux de Neuchâtel puis ceux d'Ortenburg avant de tomber en ruine au cours du XVIIe siècle.
Le château est vendu pendant la Révolution française comme bien national avant d'être acheté en 1924 par l'« association pour la conservation du château de Pleujouse » (ACCP). Au début des années 1980, un incendie en a détruit une partie, mais tout a été reconstruit. Le château a été transformé en restaurant dès 1988.

## La légende de la dame blanche et de son chevalier
Le château de la Pleujouse est le cadre d'une légende selon laquelle, Alie d'Asuel, appelée la « dame blanche » et son amant Huson de Pleujouse furent tués par les hommes du père de celle-ci en tentant de s'enfuir du château ; leur fuite aurait été provoquée par l'annonce du mariage prochain d'Alie au comte Robert de Malroche, seigneur de Lorraine.
Le tombeau des amoureux est situé, selon la légende, sous un tertre surmonté d'une croix de bois situé le long de la route qui mène du château au village de Charmoille. Toujours selon la légende, les amants peuvent revenir sur terre quatre fois par an à minuit pour se promener au clair de lune.